# Jamie Campbell Bower
James Metcalfe Campbell Bower (London, 1988. november 22. –) brit színész, zenész és modell.

## Magánélete
Édesanyja, Anne Elizabeth Bower zenei menedzser, édesapja pedig a Gibson gitárcégénél dolgozik. Van egy fiútestvére, Samuel Bower. Felmenői között megtalálható Sir John Campbell Airdsből, aki a Saint Vincent és Grenadine-szigetek egykori hadügyi kormányzója volt a 19. század közepén.
A Bedales Schoolban végezte tanulmányait, egy hampshire-i önköltséges iskolában. Gyermekkorától kezdve tagja volt a National Youth Theatre és a National Youth Music Theatre színművészeti akadémiáknak.
Első barátnője, akit bemutatott a média előtt a brit származású Bonnie Wright volt, akivel 2010 februárjában ismerkedett össze a Harry Potter forgatásán. Kapcsolatuk 2011 áprilisában vált komollyá, amikor a fiatalok bejelentették, hogy eljegyezték egymást. Kapcsolatuk azonban 2012 júniusában hirtelen ért véget.
Jamie egy hónappal később már Lily Collinsszal járt, akivel A végzet ereklyéi forgatása alatt ismerkedett meg. A pár 2013 augusztusáig volt együtt, majd a film premierje előtt nem sokkal szakítottak. 2015. május 27-én bejelentette be Lily Collins egy fotó kíséretében az Instagramon, hogy újra együtt van a brit színésszel.

## Pályafutás

### Színészi karrier

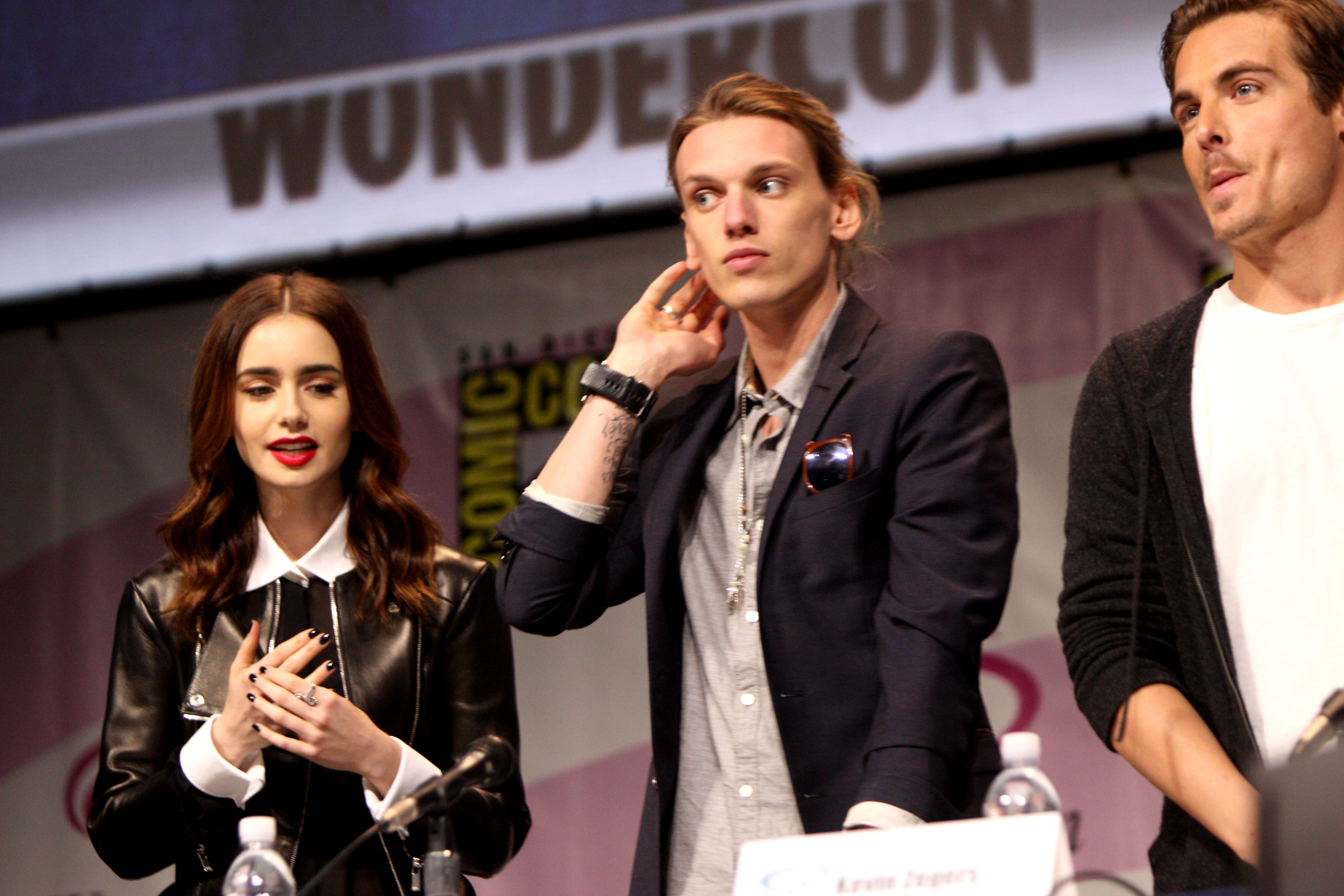
Lily Collins, Bower és Kevin Zegers a 2013-as WonderConon

Első filmszerepét 2007-ben kapta a The Dinner Party című produkcióban, ahol Douglast alakította 19 évesen. A színészkedés mellett modellkedett is. Első jelentősebb szerepét Tim Burton Sweeney Todd, a Fleet Street démoni borbélya című filmjében kapta, de láthattuk a Twilightban is, Caius szerepében, a Harry Potter és a Halál ereklyéi két részében és Guy Richie RocknRolla – hazánkban Spíler címen futó – című filmjében. 2009-ben megkapta Caius Volturi szerepét a Stephenie Meyer által írt bestseller könyv alapján készült Alkonyat: Újholdban. Ezután feltűnt még a The Prisoner minisorozatban is, ahol 6 epizódban játszott.
A 2011-es év több lehetőséget is tartogatott számára. A Camelot című új sorozatban ő alakította a főszereplő Artúr királyt, Joseph Fiennes és Tamsin Egerton oldalán, azonban a sorozat nem hozta az elvárt sikereket, így mindössze tíz epizód után berekesztették. Októberben újra a képernyőn láthattuk az Anonymus című dráma-történelmi filmben, ahol Xavier Samuel és Sam Reid ausztrál színészekkel játszott együtt. Novemberben került mozikba az Alkonyat: Hajnalhasadás 1. része, ahol ismét Caius szerepét öltötte magára. 2015-ben a Thomas & Friends: Sodor’s Legend of the Lost Treasure című mesefilmhez adta szinkronhangját, valamint júniusban debütált a londoni Phoenix színházban bemutatott Bend It Like Beckham című musicalje, amelyben Joe szerepében látható. 2016-ban főszerepet játszott a Caer című romantikus rövidfilmben. 2017-ben Christopher Marlowe szerepében láthattuk a Will című sorozat első évadában, amely a fiatal William Shakespeare életét dolgozza fel. Ugyanebben az évben ismét Skiff hangja lett a Thomas, a gőzmozdony négy epizódjában, valamint a sorozathoz készített két filmben, a Thomas & Friends: Extraordinary Engines és a Team Up with Thomas című, egyből DVD-forgalmazásban megjelent filmekben.
A végzet ereklyéi: 2012 közepén került nyilvánosságra a hír, miszerint a Cassandra Clare által írt Végzet ereklyéi bestseller könyvek első kötete megfilmesítésre kerül, Csontváros címen, Jamie pedig a főszereplő Jace Waylandet fogja alakítani az esetleges kasszasikerben. A filmet 2013 augusztusában mutatták be, Jamie olyan híres színészekkel dolgozott együtt a produkcióban, mint Lena Headey, Jonathan Rhys Meyers, Aiden Turner, Lily Collins és Robert Sheehan. A film megosztó kritikát kapott, a rajongók folytatást szerettek volna, a Hamuvárost, a forgatásokat 2013 őszén akarták elkezdeni, azonban ez meghiúsult többször is a 2014-es év folyamán.
2022-ben Jamie a Stranger Things című Netflix – sorozat negyedik évadában Vecna/Egy/Henry Creel-ként szerepelt. Mellékszerepet játszott Audrey Diwan 2024-es Emmanuelle-filmjében.

### Modellkarrier
Jamie nemcsak színészként, de a modellszakmában is bemutatkozott. Egy ideig a Londonban lévő Select Model Managementtel volt szerződésben, mely által számos kampányban láthattuk. 2013-ban több magazinban is megjelent, mint a Seventeen, a L’Optimum, a Hunger Magazine, az InStyle és a Marie Claire. A 2014-es évben ő volt a Burberry világmárkának a reklámarca a 2014-es tavaszi/nyári kollekcióban. Emellett láthattuk még az Interview, az Icon Panorama, valamint az Elle magazinok oldalain is.

### Zenei karrier
Jamie énekesként és gitárosként alapító tagja az angol Counterfeit punk rock együttesnek. Bemutatkozó nagylemezük 2017 márciusában jelent meg Together We Are Stronger címmel az Xtra Mile Recordings kiadónál.